# Raniero Paulucci di Calboli

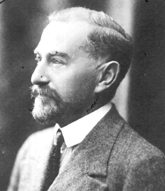
Raniero Paulucci di Calboli

Raniero Paulucci di Calboli, Marchese o Paolucci de Calboli (* 15. März 1861 in Rom; † 12. Februar 1931 ebenda) war ein Diplomat, Politiker und sozialkritischer Autor im Königreich Italien. 1891 wurde ihm der Titel eines Conte verliehen. Zwischen 1908 und 1912 war er Gesandter im Königreich Portugal, zwischen 1912 und 1919 Gesandter in der Schweiz, von 1919 bis 1920 Gesandter im Japanischen Kaiserreich sowie zwischen 1922 und 1927 Gesandter im Königreich Spanien. Er war von 1922 bis zu seinem Tode 1931 Mitglied des Senats (Senato del Regno) und bekam 1924 den Titel des Marchese o Paolucci de Calboli verliehen.

## Leben

### Eintritt in den diplomatischen Dienst und Gesandter in Portugal, der Schweiz und Japan

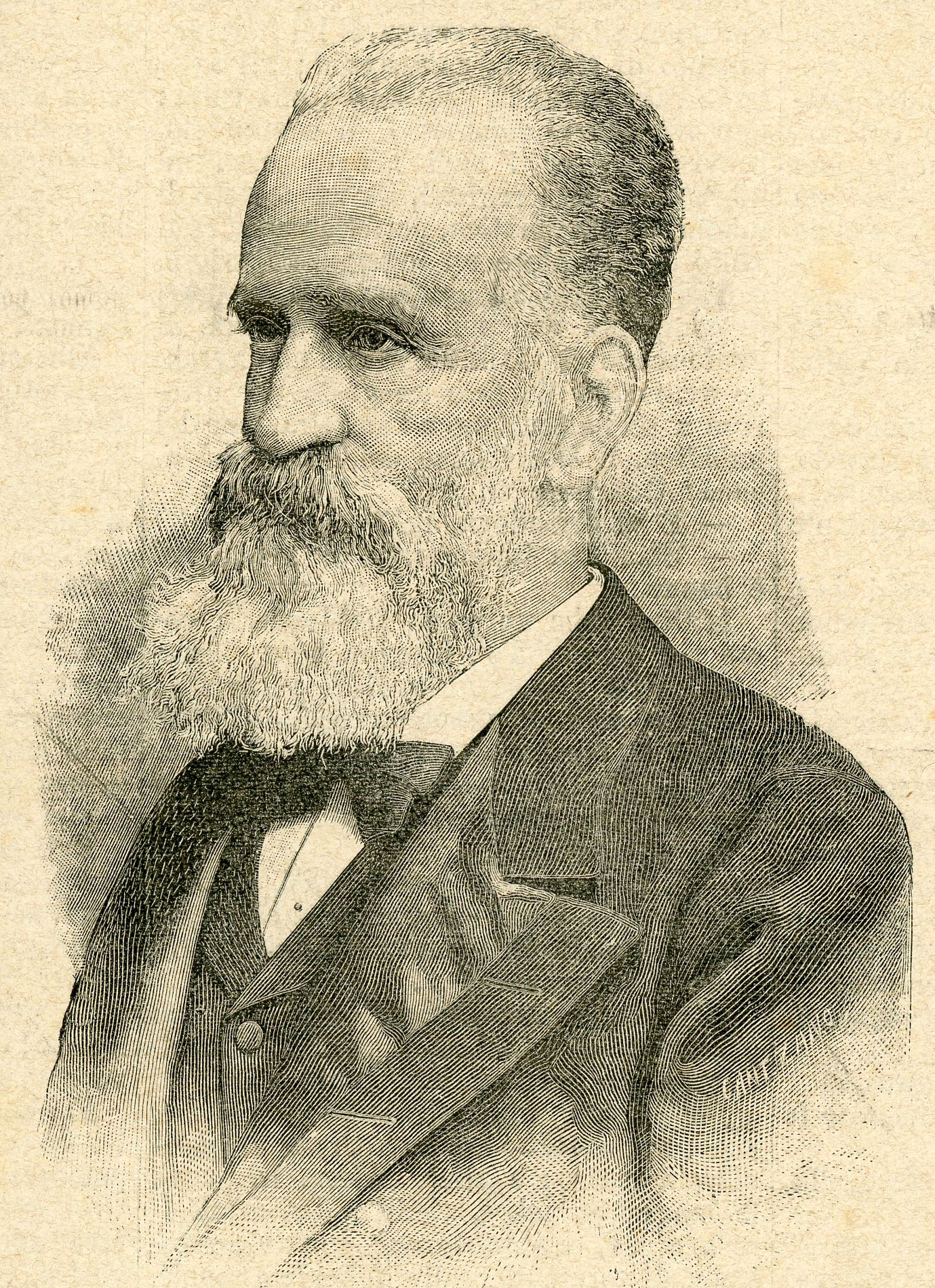
Der Diplomat Giuseppe Tornielli Brusati di Vergano, Gesandter in mehreren Staaten sowie ebenfalls Senator, war der Schwiegervater von Raniero Paulucci di Calboli.

Raniero Paulucci di Calboli war ein Nachfahre der aus Forlì kommenden Adelsfamilie Calboli und ein Sohn von Annibale Paulucci di Calboli und Maria Anna Simpkinson. Er absolvierte ein Studium der Rechtswissenschaften an der Universität Bologna, welches er mit einem Laurea in giurisprudenza beendete. Er trat am 5. April 1885 in den diplomatischen Dienst des Außenministeriums (Ministero degli affari esteri) und wurde am 17. April 1885 als Attaché an die Gesandtschaft im Vereinigten Königreich versetzt. Danach wechselte er am 12. Juni 1886 als Attaché an die Gesandtschaft in Österreich und kehrte am 1. März 1890 an die Gesandtschaft im Vereinigten Königreich zurück, an der er am 24. Mai 1892 zum Legationssekretär sowie am 18. Juli 1893 zum Legationssekretär Zweiter Klasse befördert wurde. Zwischenzeitlich wurde ihm am 16. Oktober 1891 der Titel eines Conte verliehen.
Raniero Paulucci di Calboli verfügte über eine Sensibilität für die Lage der unterprivilegierten Gesellschaftsschichten. In London befasste er sich 1893 in I girovaghi italiani in Inghliterra ed i suonatori ambulanti mit der Ausbeutung italienischer Arbeitsmigranten. In Frankreich begann er zum Frauenhandel zu forschen und schrieb La tratta delle ragazze italiane (1902) und in Paris entstand auch Larmes et sourires de l’émigration italienne. In dieser 1909 erschienenen Sozialstudie standen italienische Hausierer, Wandermusiker und Prostituierte im Mittelpunkt. Wenn ihm der Schutz der Frauen- und Kinderrechte ein Anliegen war, so sah er die übrige Auswanderung jedoch unter dem Blickwinkel des „Malerischen“.
Am 6. Februar 1895 wechselte er als Legationssekretär Zweiter Klasse an die Gesandtschaft in der Französischen Republik und wurde dort am 17. März 1901 zum Legationssekretär Erster Klasse ernannt. Als Gesandtschaftssekretär interessierte er sich für die Dreyfus-Affäre, eine Position, die es ihm ermöglichte, sich von der Unschuld des Angeklagten zu überzeugen und auch umfangreiches Material zu diesem Thema zu sammeln. 1903 war er zudem Delegierter der italienischen Regierung bei der internationalen Gesundheitskonferenz und der internationalen Konferenz zur Bekämpfung des Frauenhandels in Paris. Nach mehr als elfjähriger Verwendung an der Pariser Gesandtschaft wurde er am 5. Oktober 1906 an dei Gesandtschaft im Königreich Portugal versetzt und dort am 30. Dezember 1906 zum Legationsrat ernannt. Am 5. August 1907 wurde er als Inviato straordinario di II classe zum Gesandten Zweiter Klasse befördert und als solcher am 27. Oktober 1907 zum Gesandter im Königreich Griechenland ernannt, trat dieses Amt allerdings nicht an.
Stattdessen übernahm Paulucci di Calboli am 12. April 1908 als Nachfolger von Alessandro Guasco Di Bisio den Posten als außerordentlicher Gesandter und bevollmächtigter Minister im Königreich Portugal. Dort verblieb er bis zum 22. Dezember 1912,  woraufhin Salvatore Contarini ihn ablöste. Er selbst wiederum wurde am 22. Dezember 1912 Gesandter in der Schweiz und verblieb dort bis zum 6. November 1919, wobei ihm am 7. Januar 1917 der Rang eines Gesandten Erster Klasse (Inviato straordinario di I classe) verliehen wurde. Am 6. November 1919 löste er Luigi Girolamo Cusani Confalonieri als Gesandter im Japanischen Kaiserreich und hatte dieses Amt bis zu seinem Eintritt in den Ruhestand am 26. Oktober 1920 inne, woraufhin Carlo Aliotti seine dortige Nachfolge antrat.

### Senator und Gesandter in Spanien

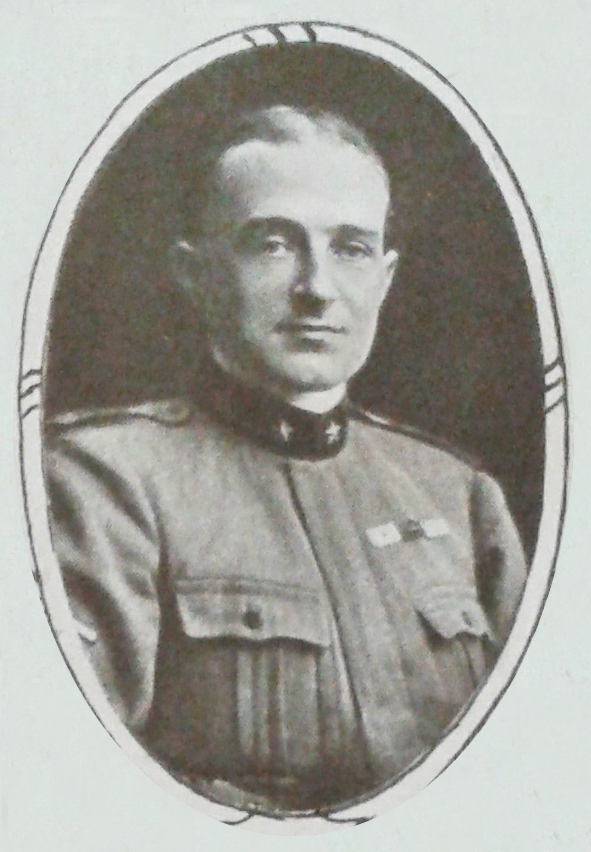
Fulcieri Paulucci di Calboli, der einzige Sohn von Raniero Paulucci di Calboli, verstarb am 28. Februar 1919 im Alter von nur 26 Jahren im Sanatorium Solsana in Saanen bei Gstaad in der Schweiz.

Am 16. Oktober 1922 wurde Raniero Paulucci di Calboli, dem auch die Großkreuze des Ordens der Heiligen Mauritius und Lazarus sowie des Ordens der Krone von Italien verliehen wurden, zum Mitglied des Senats (Senato del Regno) ernannt und gehörte diesem vom 18. November 1922 bis zu seinem Tode am 12. Februar 1931 an.
Knapp einen Monat nach seiner Ernennung zum Senator wurde er am 10. November 1922 auch wieder in den diplomatischen Dienst zurückberufen und übernahm von Carlo Fasciotti den Posten als Gesandter im Königreich Spanien. Auf diesem verblieb er bis zu seinem endgültigen Eintritt in den Ruhestand am 1. Februar 1927 und wurde daraufhin von Giuseppe Medici abgelöst. Während dieser Zeit wurde ihm durch Königliches Dekret vom 24. Januar 1924 und Königliches Patent vom 7. Februar 1924 der Titel des Marchese o Paolucci de Calboli verliehen. Während seiner Amtszeit als Gesandter in Spanien wurde er ferner 1925 Mitglied des Italienisch-Schweizerischen Schiedsgerichts, des Tribunale arbitrale italo-svizzero, am 28. November 1926 Mitglied des Consiglio del contenzioso diplomatico, des Komitees für Rechtsfragen  des Außenministeriums, sowie ferner 1926 auch Präsident der Internationalen Union zum Schutz des Kindes (Unione internazionale per la protezione dell’infanzia). Bei seinem Eintritt in den Ruhestand wurde ihm am 1. Februar 1927 der Ehrentitel eines Botschafters (Ambasciatore) verliehen.
Nach seinem Ausscheiden aus dem diplomatischen Dienst widmete sich Paulucci di Calboli, der auch Herausgeber der Zeitschrift Echi e commenti war, überwiegend seinem Mandat im Senat. Er war in diesem unter anderem zwischen dem 9. Februar 1928 und dem 21. Januar 1929 Mitglied des Geschäftsordnungsausschusses (Commissione per il regolamento interno) und wurde am 20. November 1928 auch Mitglied der Kommission zur Prüfung von Gesetzentwürfen, die während der Sitzungspausen des Senats von der Abgeordnetenkammer kommen (Commissione per l’esame dei disegni di legge provenienti dalla Camera dei Deputati durante l’intervallo dei lavori del Senato). Er war ferner vom 2. Mai 1929 bis zu seinem Tode am 12. Februar 1931 Mitglied des Finanzausschusses (Commissione di finanze) und wurde am 16. Mai 1929 auch Mitglied der Kommission zur Prüfung der Lateranverträge (Commissione per l’esame dei Patti Lateranensi) sowie schließlich zwischen dem 27. Dezember 1929 und seinem Tode am 12. Februar 1931 stellvertretendes Mitglied der Bildungskommission des Obersten Gerichtshofes (Commissione d'istruzione dell’Alta Corte di giustizia).
Raniero Paulucci di Calboli war mit Virginia Lazzari-Tornielli verheiratet, der Adoptivtochter des Diplomaten Giuseppe Tornielli Brusati di Vergano, der ebenfalls Mitglied des Senats, Gesandter im Fürstentum Rumänien, Gesandter im Königreich Spanien, Gesandter im Vereinigten Königreich sowie Gesandter in Frankreich war. Aus dieser Ehe gingen der Sohn Fulcieri Paulucci di Calboli hervor, der am 28. Februar 1919 im Alter von nur 26 Jahren im Sanatorium Solsana in Saanen bei Gstaad in der Schweiz verstarb, sowie die Tochter Camilla hervor. Diese war mit dem Diplomaten Giacomo Barone Russo (1887–1961) verheiratet. Dieser nahm auf Wunsch von Raniero Paulucci di Calboli 1924 den Namen Giacomo Paulucci di Calboli an, um nach dem Tode des erbberechtigten Sohnes Fulcieri Paulucci di Calboli den Namen und das Erbe der Familie di Calboli fortzuführen, und war später selbst von 1940 bis 1943 Botschafter in Belgien sowie zwischen 1943 und 1944 ebenfalls Botschafter in Spanien. Die Familie Paulucci di Calboli war Eigentümer des Palazzo Paulucci di Calboli dall’Aste, ein Palast aus dem 18. Jahrhundert im historischen Zentrum von Forlì in der Region Emilia-Romagna.

## Veröffentlichungen (Auswahl)
- I girovaghi italiani in Inghliterra ed i suonatori ambulanti. 1893.
- La tratta delle ragazze italiane. In: Nuova antologia. März–April 1902, S. 418–438.
- Larmes et sourires de l’émigration italienne. Librairie Félix Juven, Paris 1909.
  - Lacrime e sorrisi dell’emigrazione italiana. Nachdruck, Mailand 1996.
- Parigi 1898. Con Zola per Dreyfus, diario di un diplomatico. Giovanni Tassani (Hrsg.), Bologna 1998.